# Aethomys
Aethomys (Thomas, 1915) è un genere di Roditori della famiglia dei Muridi.

## Descrizione

### Dimensioni
Al genere Aethomys appartengono roditori di piccole dimensioni, con lunghezza della testa e del corpo tra 104 e 200 mm, la lunghezza della coda tra 81 e 202 mm e un peso fino a 158 g.

### Caratteristiche craniche e dentarie
Il cranio presenta un rostro robusto con le ossa nasali larghe e le creste sopra-orbitali ben sviluppate. I fori palatali anteriori sono lunghi, le bolle timpaniche sono grandi. I denti masticatori hanno le cuspidi ben sviluppate.
Sono caratterizzati dalla seguente formula dentaria:

### Aspetto
L'aspetto è simile a quello di un ratto, la pelliccia è corta e può essere liscia o ruvida. Le parti dorsali hanno una caratteristica tinta brunita mentre le parti ventrali possono essere completamente bianche oppure grigie con la punta dei singoli peli bianca. Le zampe posteriori sono lunghe e strette con il dorso solitamente bianco. Le zampe anteriori hanno quattro dita funzionali, mentre i piedi cinque, con le dita esterne assai ridotte, il quinto poco più lungo dell'alluce e che raggiunge appena la base del quarto dito. La coda è più o meno lunga quanto la testa ed il corpo ed è cosparsa di corti peli. Le femmine hanno 2-3 paia di mammelle.

## Distribuzione
Si tratta di roditori terricoli e notturni diffusi nell'Africa subsahariana.

## Tassonomia
Il genere comprende 9 specie.
- Aethomys bocagei
- Aethomys chrysophilus
- Aethomys hindei
- Aethomys ineptus
- Aethomys kaiseri
- Aethomys nyikae
- Aethomys silindensis
- Aethomys stannarius
- Aethomys thomasi